# Aedes sollicitans
Aedes sollicitans är en tvåvingeart som först beskrevs av Walker 1856.  Aedes sollicitans ingår i släktet Aedes och familjen stickmyggor. Inga underarter finns listade i Catalogue of Life.